# La lanterna rossa
La lanterna rossa (The Red Lantern) è un film muto del 1919 diretto da Albert Capellani. Prodotto e distribuito dalla Metro Pictures Corporation aveva come interpreti Alla Nazimova, Noah Beery, Charles Bryant, Edward Connelly, Frank Currier, Reginald Denny.
La sceneggiatura di June Mathis si basa su The Red Lantern: Being the Story of the Goddess of the Red Lantern Light, romanzo di Edith Wherry pubblicato a New York nel 1911.

## Trama
Nipote euroasiatica di una donna di Pechino che ha venduto la figlia a un ricco inglese, Mahlee è evitata dai cinesi che la chiamano "piedi del diavolo" perché non è mai stata sottoposta al Loto d'oro, la vecchia tradizione di fasciare i piedi alle bambine fin dalla loro nascita. Dopo la morte della nonna, Mahlee si innamora di Andrew Templeton, il figlio di un missionario americano e per lui si converte al protestantesimo.
In visita alla missione giungono sir Philip Sackville e sua figlia Blanche e, ben presto, Mahlee si rende conto di essere figlia del baronetto e sorellastra di Blanche. Andrew, intanto, comincia ad evitarla perché si è innamorato della ragazza bianca e lei, covando progetti di vendetta, si lega a Sam Wang, un altro euroasiatico che è entrato a fare parte dei Boxer.
A bordo di un carro durante la festa della Lanterna rossa, Mahlee, vestita come una dea celeste, benedice i Boxer e incoraggia la gente a unirsi alla loro ribellione. Venendo però a sapere che la missione sarà attaccata, avverte i residenti che si preparano alla fuga. Ma sir Philip non la porta con sé e Mahlee resta alla mercé dei rivoltosi. Wang, per difenderla, muore. Solo dopo la sua morte il corpo di spedizione degli alleati occidentali riesce a giungere in soccorso dopo avere sconfitto i Boxer. Mahlee, sola e disperata, si suicida avvelenandosi.

## Produzione
Il film fu prodotto dalla Metro Pictures Corporation.
Alla scena della parata notturna presero parte numerosi cameramen: John Arnold, Robert B. Kurrle, William E. Fildew, Arthur Martinelli, Micky Maguire, Henry Bergquist (probabilmente R. J. Bergquist) e Charles Fuhr.

### Cast
Il film segna il debutto sullo schermo di Anna May Wong: qui in un ruolo di comparsa, l'attrice sarebbe diventata in seguito la prima star asiatica femminile di Hollywood, designata, nel 1934 dalla Mayfair Mannequin Academy di New York come "la donna meglio vestita del mondo".

## Distribuzione
Il copyright del film, richiesto dalla Metro, fu registrato il 9 maggio 1919 con il numero LP13680. Distribuito dalla Metro Pictures Corporation, il film uscì nelle sale cinematografiche statunitensi il 4 maggio 1919. In Francia fu distribuito il 17 ottobre 1919 con il titolo La Lanterne rouge; in Danimarca il 1º maggio 1920 come Den røde Lanterne; in Portogallo, il 15 giugno 1920 come O Farol Vermelho.
In Italia, distribuito dalla Metro, ottenne il visto di censura numero 14669 nel dicembre 1919.
Copia completa della pellicola si trova conservata negli archivi della Cinémathèque Royale de Belgique di Bruxelles e in quella del Gosfilmofond di Mosca.